# HAR (formato di file)
Il formato di archivio HTTP, o HAR, è un formato di file di archivio in formato JSON per il logging dell'interazione di un browser web con un sito. L'estensione comune per questi file è .har.
Le specifiche per il formato HTTP Archive (HAR) definiscono un formato di archiviazione per le transazioni HTTP che può essere utilizzato da un browser web per esportare dati dettagliati sulle prestazioni delle pagine web caricate. Le specifiche per questo formato sono prodotte dal Web Performance Working Group del World Wide Web Consortium (W3C). La specifica è in forma di bozza ed è un lavoro in corso.

## Supporto
Il formato HAR è supportato da vari software, tra cui:
- Charles Proxy
- Fiddler
- Firebug
- Firefox
- Google Chrome
- Toolkit HTTP
- HttpWatch
- Internet Explorer 9
- Microsoft Edge[4]
- Paw (software)[5]
- Restlet Client (software)[6]
- Safari